# Montemaggiore (Taipana)
Montemaggiore (Brezje in sloveno, Montmaiôr in friulano) è una frazione del comune di Taipana, in provincia di Udine.

## Geografia
Il paesino è collocato ai piedi della Punta di Montemaggiore - Gran Monte (m 1613) ad un'altitudine di m 790. Attualmente vi risiedono circa 15 abitanti ma fino alla metà del secolo scorso era popolato da oltre 300 persone, in gran parte contadini e allevatori. Questi ultimi, all'inizio di ogni inverno, si spostavano con le mandrie e le famiglie nel villaggio più riparato di Sdregnobardo, dove avevano delle abitazioni e delle stalle che oggi sono in totale abbandono. 

## Storia
Alla fine della seconda guerra mondiale gran parte della popolazione fu costretta ad emigrare in Francia, Svizzera, Canada e perfino in Brasile. Il terremoto del 1976 dette il colpo finale a questo paesino che venne allora quasi completamente abbandonato nonostante la ricostruzione avvenuta negli anni '80. Gran parte delle case sono infatti utilizzate prevalentemente soltanto nel periodo estivo.